# Чемпіонат світу з трекових велоперегонів 2014 — індивідуальна гонка переслідування (жінки)
Змагання в індивідуальній гонці переслідування серед жінок на Чемпіонаті світу з трекових велоперегонів 2014 відбулись 28 лютого 2014. У змаганнях взяли участь 15 велогонщиць. Двоє найшвидших спортсменок вийшли у фінал за золоту медаль, а ті, що посіли третє і четверте місця - за бронзову.

## Медалісти
| Золото | Джоанна Роуселл (GBR) |
| Срібло | Сара Гаммер (USA)     |
| Бронза | Емі Кюр (AUS)         |

## Результати

### Кваліфікація
Кваліфікація розпочалась о 13:30.
| Місце | Ім'я                      | Країна          | Час      | Примітки |
| ----- | ------------------------- | --------------- | -------- | -------- |
| 1     | Сара Гаммер               | США             | 3:29.711 | Q        |
| 2     | Джоанна Роуселл           | Велика Британія | 3:30.610 | Q        |
| 3     | Емі Кюр                   | Австралія       | 3:30.895 | Q        |
| 4     | Ганна Соловей             | Україна         | 3:33.244 | Q        |
| 5     | Марія Луїса Кальє         | Колумбія        | 3:37.576 |          |
| 6     | Керолайн Раян             | Ірландія        | 3:37.847 |          |
| 7     | Євгенія Буяк              | Польща          | 3:38.138 |          |
| 8     | Лейре Олаберрія           | Іспанія         | 3:40.069 |          |
| 9     | Елінор Баркер             | Велика Британія | 3:41.609 |          |
| 10    | Рут Віндер                | США             | 3:42.908 |          |
| 11    | Ельс Бельманс             | Бельгія         | 3:43.330 |          |
| 12    | Беатріче Бартеллоні       | Італія          | 3:43.577 |          |
| 13    | Лотте Копецкі             | Бельгія         | 3:43.921 |          |
| 14    | Юдельміс Домінгес         | Куба            | 3:45.293 |          |
| 15    | Марія Джулія Конфалоньєрі | Італія          | 3:48.166 |          |

### Фінали
Фінали розпочались о 19:45.
| Місце                    | Ім'я            | Країна          | Час      |
| ------------------------ | --------------- | --------------- | -------- |
| Заїзд за золоту медаль   |                 |                 |          |
| 1                        | Джоанна Роуселл | Велика Британія | 3:30.318 |
| 2                        | Сара Гаммер     | США             | 3:31.535 |
| Заїзд за бронзову медаль |                 |                 |          |
| 3                        | Емі Кюр         | Австралія       | 3:36.174 |
| 4                        | Ганна Соловей   | Україна         | 3:37.003 |